# Annika Fuchs
Annika Fuchs (ur. 29 kwietnia 1997) – niemiecka lekkoatletka specjalizująca się w rzucie oszczepem.
Bez powodzenia startowała w lipcu 2016 roku w mistrzostwach świata U20 w Bydgoszczy. W 2019 roku uczestniczyła w igrzyskach europejskich oraz zdobyła złoty medal mistrzostw Europy do lat 23. Uczestniczka mistrzostw świata (2019).
Medalistka mistrzostw Niemiec.
Rekord życiowy: 63,68 (14 lipca 2019), Gävle).

## Osiągnięcia
| Rok  | Impreza                        | Miejsce   | Lokata            | Wynik |
| ---- | ------------------------------ | --------- | ----------------- | ----- |
| 2016 | Mistrzostwa świata juniorów    | Bydgoszcz | el. – 41. miejsce | 37,60 |
| 2019 | Igrzyska europejskie           | Mińsk     |                   | 58,23 |
| 2019 | Młodzieżowe mistrzostwa Europy | Gävle     | 1. miejsce        | 63,68 |
| 2019 | Mistrzostwa świata             | Doha      | el. – 21. miejsce | 58,16 |
| 2022 | Mistrzostwa świata             | Eugene    | 12. miejsce       | 56,46 |
| 2022 | Mistrzostwa Europy             | Monachium | 11. miejsce       | 54,52 |